# Kulturzentrum Lagerhaus

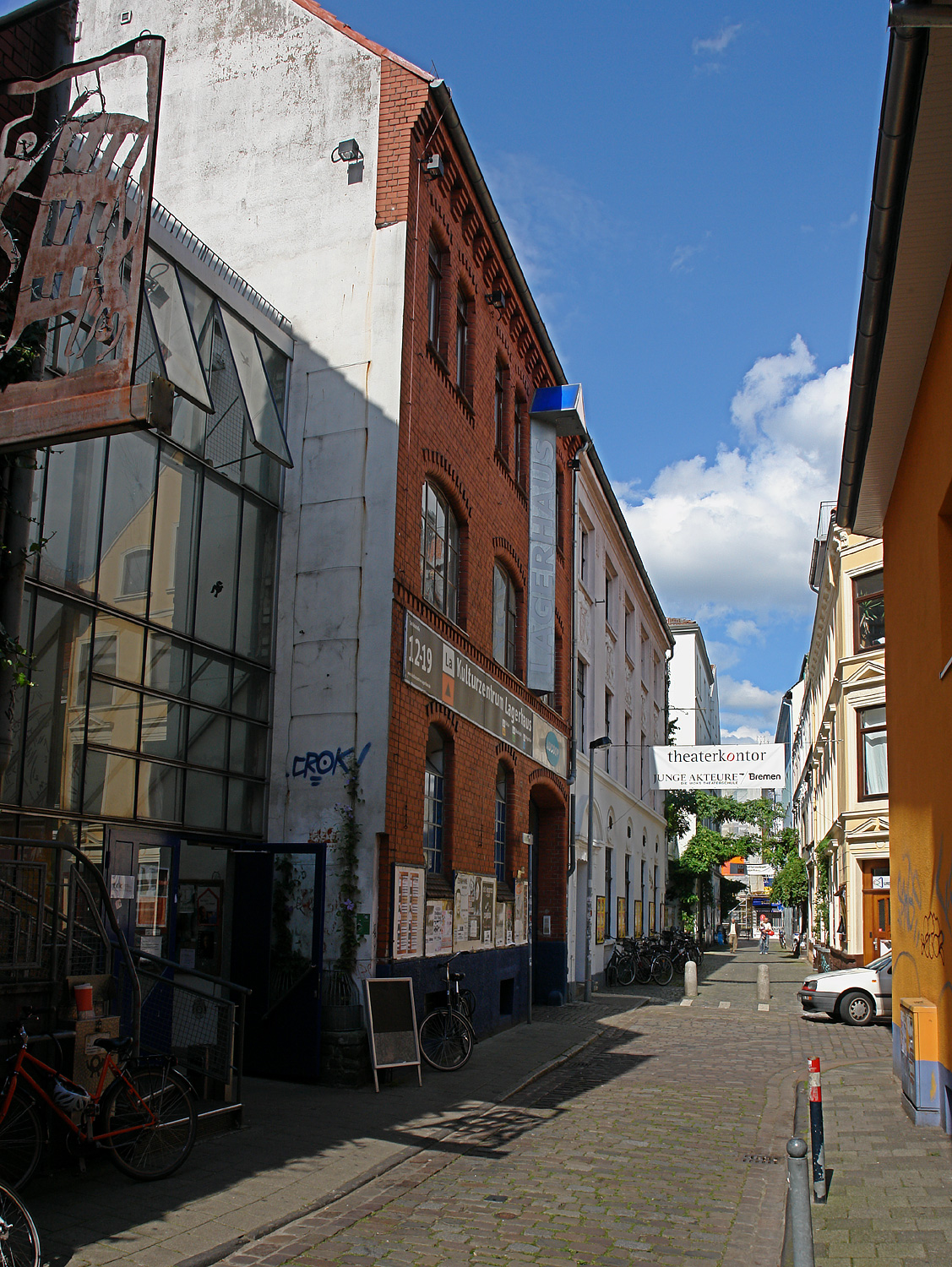
Kulturzentrum Lagerhaus

Das Kulturzentrum Lagerhaus in der Schildstraße 12–19 ist eine Institution für innovative, künstlerische und soziokulturelle Arbeit in Bremen. Der Gebäudekomplex liegt im Viertel. In dem ehemaligen Lagerhaus des Bremer Konsum- und Wirtschaftsvereins AG sind unter dem Trägerverein Kulturzentrum Lagerhaus Bremen e. V. zirka zwanzig Gruppen und gemeinnützige Vereine angesiedelt.

## Geschichte

### Packhaus und Verwaltungsgebäude
Zwischen 1893 und 1903 erwarb der Bremer Konsumverein in der Schildstraße – eine der ältesten Straßen der Bremer Vorstadt, die bis 1872 Im Sack hieß – die Häuser Nummer 18 bis 20. In den Folgejahren errichtete er dort ein großes Packhaus und ein Verwaltungsgebäude. 1978 endete die Nutzung durch den inzwischen in Brema Kolonialwarenverkauf AG (Brema) umbenannten Konsumverein. Die Gebäude gingen in den Besitz der Stadt über und wurden von der Bremischen Gesellschaft für Stadterneuerung, Stadtentwicklung und Wohnungsbau mbH verwaltet.

### Besetzung und Duldung
1978 wurde das leer stehende Areal von verschiedenen Gruppen und Initiativen besetzt und – geduldet von der Stadt Bremen – als Treffpunkt und Übungsstätte für Musik und Theater genutzt. Elf Initiativen bekamen 1980 eine schriftliche Nutzungszusage als Kulturzentrum für das Gebäude Schildstraße 12–19.  1981 erhielt das Gebäude mit Städtebauförderungsmitteln, Geldern aus Lotto und ABM-Mitteln eine Grundinstandsetzung. 

### Gründung eines Kulturvereins
1982 erstellten verschiedene Nutzergruppen eine gemeinsame Satzung gründeten den Trägerverein Kulturzentrum Lagerhaus. Er wurde 1983 als gemeinnützig anerkannt.

## Kulturelles Angebot
Das Kulturzentrum Lagerhaus gilt mit seinen zahlreichen kulturellen Initiativen und vielen spartenübergreifenden Angeboten in den Bereichen Kultur, Migration und Ökologie als anerkannter Ort für innovative, künstlerische und soziokulturelle Arbeit in Bremen.